# 彩虹小馬：友情就是魔法電視特輯—永恆的禮物
《彩虹小馬：友情就是魔法電視特輯－永恆的禮物》（My Little Pony: Best Gift Ever）是基於電視動畫《彩虹小馬：友情就是魔法》的聖誕節電視特輯，於美东时间10月27日下午一点（北京时间10月28日凌晨一点）於Discovery Family首播 。

## 劇情
本作銜接電視劇第八季結束，小马利亚全國上上下下都在準備迎接暖爐節的到來，並與家人一同過節，但唯獨紫悅沒心思慶祝，眾多的學校事務以及卡丹絲等人的拜訪，都讓紫悅忙得不可開交，甚至沒時間買禮物！此時 六位主角和穗龍決定以7位的可愛標誌為籤，利用抽籤的方式，分別抽出各自要送禮的馬。
為了要找尋最佳的禮物，主角們開始尋求外地朋友的幫忙，各自也因此踏上了尋覓禮物的奇幻之旅。

## 外部連結
- 官方网站
- 互联网电影数据库上彩虹小馬：友情就是魔法電視特輯—永恆的禮物的资料（英文）